# Ian McDonald (Guyanischer Autor)
Ian McDonald (geb. 18. April 1933 in St Augustine, Trinidad) ist ein Dichter und Schriftsteller aus der Karibik. Sein einziger Roman, The Humming-Bird Tree („Der Kolibri-Baum“), gilt als Klassiker der Karibischen Literatur. Er stammt aus Trinidad und Tobago und beschreibt sich selbst als „antiguanischer Abstammung, gebürtiger Trinidader, adoptierter Guyaner und überzeugter Westinder“ („Antiguan by ancestry, Trinidadian by birth, Guyanese by adoption, and West Indian by conviction“).

## Leben

### Jugend und Ausbildung
Ian McDonald wurde am 18. April 1933 in St Augustine, Trinidad, geboren. Seine Vorfahren kommen väterlicherseits von Antigua und aus St. Kitts; mütterlicherseits stammen sie aus Trinidad. Seine Mutter, Thelma McDonald (née Seheult), und ihre Eltern wurden schon in Trinidad geboren. Sein Vater, John Archie McDonald (der selbst in St. Kitts geboren wurde und dessen Eltern in Antigua geboren worden waren), war Agricultural Director (Landwirtschaftlicher Direktor) bei Gordon Grant Limited. Sein Onkel war der Air Marshal Sir Arthur McDonald bei der Royal Air Force. Ian hat vier Schwestern: Heather Murray, Gillian Howie, Robin McDonald und Monica Purkis, sowie den Bruder Archie McDonald.
Ian McDonald erhielt seine Schulbildung am Queen’s Royal College (1942–51) in Port of Spain, wo er das Higher School Certificate in Geschichte und Englisch abschloss. Er ging an das Clare College der University of Cambridge (1951–55) und erwarb einen BA Honours in Geschichte und später einen Master. Er wurde als Präsident der Cambridge University West Indian Society gewählt.

## Karriere in Guyana

### Zuckerindustrie
1955 ging er nach British Guiana mit der Booker Group, wo er zunächst als Sekretär des Bookers BG Group Committee arbeitete, dann als Sekretär von Bookers Sugar Estates, wo er zum Administrative Director aufstieg. Als Bookers 1976 verstaatlicht wurde blieb er bei der Guyana Sugar Corporation, wo er von 1976 bis zu seinem Ruhestand 1999 als Director of Marketing and Administration wirkte. Er vertrat Guyana und die Karibische Gemeinschaft (CARICOM) bei ungezählten Veranstaltungen bei internationalen Konferenzen und Foren der Zuckerindustrie.
Auf regionaler Ebene engagierte er sich ab 1990 als Marketingchef für die Sugar Association of the Caribbean, dann von 1999 bis zu seiner Pensionierung im Jahr 2007 als deren CEO. Im November 1995 hielt er eine Ansprache und präsentierte einen Vortrag über „Die Zuckerindustrie der englischsprachigen Karibik“ („The Sugar Industries of the English-Speaking Caribbean“) vor der International Sugar Organization in London. Er war auch Vorsitzender der Demerara Sugar Terminals, die den Zucker aus Guyana exportieren. 35 Jahre lang war er Mitglied des Sugar Industry Labour Welfare Fund Committee, welches Land und Wohnraum, Wasserversorgung und Sozialeinrichtungen für Zuckerarbeiter bereitstellt.

### Geschäfte in Guyana und Interessen
McDonald war  Mitglied des Guyana National Advisory Committee on External Negotiations (Nationales Beratungsgremium Guyanas für Externe Verhandlungen).
Er war Direktor verschiedener Unternehmen, so der Hand-in-Hand Fire and Life Insurance Companies, der Hand-in-Hand Trust Company, des Woodlands Diagnostic & Imaging Centre Inc, des Institute of Private Enterprise Development, des St. Joseph Mercy Hospital (2000–2006) und Aufsichtsrat der St. John Boscoe Orphanage for Boys.
Er ist seit 2009 Mitglied des Council of Schoolnet Guyana, welches sich der Ausstattung der Schulen in Guyana mit Computern widmet.
1991/92 war er redaktioneller Berater (Editorial Consultant) der West Indian Commission unter dem Vorsitz von Sir Shridath Ramphal. Seine Aufgabe bestand darin, bei der Ausarbeitung und Erstellung des Kommissionsberichts „Time for Action“ mitzuhelfen. Zur Unterstützung der Arbeit der Kommission verfasste er eine Monographie mit dem Titel „Bedrock of a Nation: Cultural Foundations of West Indian Integration“ („Grundgestein einer Nation: Kulturelle Gründung der WEstindischen Integration“).
1996 wurde er zum Gründungsmitglied der West Indies 2000 Group ernannt, einem Think-Tank aus 40 westindischen Persönlichkeiten, deren einziges Ziel die Förderung einer westindischen Identität und die Stärkung der Werte des westindischen Erbes war.

## Sport
McDonald war viele Jahre lang Juniorenmeister im Tennis von Trinidad und Tobago. Er vertrat das Land im Alter von 16 Jahren zum ersten Mal auf Seniorenebene. In den 1950er Jahren spielte er in Wimbledon (als einziger Spieler aus Trinidad, beziehungsweise Guyana). 1955 war er Kapitän des Teams der Universität Cambridge. Er vertrat Oxford-Cambridge gegen Harvard-Yale im Prentice Cup 1952 in Amerika und 1954 in England. Von 1956 bis Anfang der 1970er Jahre war er Guyanischer Meister und Kapitän der Rasentennismannschaft von Guyana. 1957 wurde er zusammen mit George De Peana Guyanas „Sportler des Jahres“. Er vertrat Guyana auch im Squash und war dort Kapitän. Er vertrat Westindien 1953 in dessen allererster Daviscupmannschaft und spielte und übernahm später in den 1950er und 1960er Jahren die Davis-Cup-Mannschaft der West Indies. Außerdem war er mehrere Jahre lang Sekretär der Commonwealth Caribbean Lawn Tennis Association.
Er erhielt 2006 den Preis der Guyana National Sports Commission für seinen herausragenden Beitrag zur Entwicklung des Sports in Guyana und 2007 den Preis der Guyana Olympic Association für seinen Beitrag zur Entwicklung des Sports im Allgemeinen und des Rasentennis im Besonderen.
Er hat das ungewöhnliche Verdienst, mehrere Länder in fünf aufeinanderfolgenden Jahrzehnten im Sport zu vertreten: Tennis (Trinidad) in den 40er-Jahren, Tennis (Trinidad, Guyana, Westindien) in den 50er-Jahren, Tennis (Guyana, Westindien) in den 60er-Jahren, Tennis und Squash (Guyana) in den 70er-Jahren und Squash (Guyana) in den 80er-Jahren.

### Sportforschung
Zusammen mit Percival J. Patterson und Sir Alister McIntyre war er Mitglied des 2007 vom West Indies Cricket Board eingesetzten Gremiums, welches einen Bericht und Empfehlungen zur Gestaltung des westindischen Crickets vorlegen sollte. Dieser Bericht wurde im Oktober 2007 vorgelegt. Er half bei der Zusammenstellung, Bearbeitung und Produktion von Cricket at Bourda, einer Ehrung des Georgetown Cricket Club, rechtzeitig zur Weltmeisterschaft im März 2007. Zusammen mit Dr. Stewart Brown stellte er 2010 die Anthologie westindischer Cricket-Schriften Anthology of West Indian Cricket Writing zusammen.

## Literarische Aktivitäten
Seine ersten Gedichte wurden in den 1950ern veröffentlicht und im Laufe der Jahre erschienen sie in mehreren westindischen Zeitschriften, insbesondere in BIM, Kyk-Over-Al, The Caribbean Writer, The New Voices, The Trinidad And Tobago Review, Poui, The Caribbean Review of Books und Jamaica Journal, sowie in Planet, Outposts, Voices und anderen Magazinen in Großbritannien und Amerika. Seine Gedichte sind in zahlreichen Anthologien aufgenommen worden, inklusive Caribbean Poetry Now, Voiceprint, The Graham House Review (iss. on West Indian Poetry), Conjunctions (Archipelago iss.), Atlanta Review (Caribbean Poetry iss.) und dem Heinemann Book of Caribbean Poetry. Er erhielt den Caribbean Writer’s Prize for Poetry 1991 und 2007.
Er schreibt auch Kurzgeschichten und seine Werke sind in Anthologien erschienen, zuletzt im Penguin Book of Caribbean Short Stories und im Faber Book of West Indian Stories.
Sein Roman The Humming-Bird Tree wurde erstmals 1969 von Heinemann veröffentlicht. Und er gewann den Winifred Holtby Memorial Prize der Royal Society of Literature für den besten regionalen Roman. 1974 wurde er als Taschenbuch in der Heinemann Caribbean Writers-Reihe neu aufgelegt und wurde in der Region und im Ausland häufig als Schullektüre verwendet. Die BBC drehte einen Film (The Humming-Bird Tree) zur Ausstrahlung zu Weihnachten 1992, und im selben Jahr veröffentlichte Heinemann den Roman in einer Neuauflage. Noch 2006 veröffentlichte Macmillan eine Neuauflage.
Sein Einakter The Tramping Man wurde im Oktober 1969 erstmals in der Theatre Guild in Guyana aufgeführt und in ganz Westindien und in London aufgeführt. Es wurde von der School of Continuing Studies der University of the West Indies in einer Sammlung von acht karibischen Stücken veröffentlicht.
Seit 2009 ist McDonald beratender Herausgeber der Guyana Classics, einer Reihe guyanischer „Klassiker“, die von der Caribbean Press mit Mitteln der Regierung Guyanas neu aufgelegt werden. Er war Vorsitzender des Verlages Demerara Publishers Limited, welcher zwischen 1987 und 1992 36 Bücher von Guyanern produzierte und druckte. McDonald half bei der Bearbeitung und schrieb das Vorwort für die erste Ausgabe von Martin Carters definitiven Selected Poems, die 1989 von Demerara Publishers in Georgetown veröffentlicht wurde, und später in einer Neuauflage von Red Thread Press im Jahr 1997.
Seine eigenen Selected Poems, herausgegeben und mit einer Einleitung von Professor Edward Baugh, wurden 2008 zu Ehren seines 75. Geburtstags bei Macmillan veröffentlicht. Dieses Buch stand 2009 auf der Shortlist für den Ondaatje-Preis der Royal Society of Literature.

### Kyk-Over-Al
1984 gab er das Buch AJS at 70 zu Ehren von Guyana’s Literatur-Doyen Arthur James Seymour heraus.
Außerdem war er maßgeblich an der Wiederbelebung der Literaturzeitschrift Kyk-Over-Al beteiligt, welche zwischen 1954 und 1961 erstmals in Guyana veröffentlicht worden war. Er war gemeinsam mit AJ Seymour Herausgeber bis zu Seymours Tod 1989. Danach führte McDonald die Redaktion der Zeitschrift zusammen mit Vanda Radzik fort. Im Juni 1990 wurde eine gemeinsame Ausgabe von Kyk-Over-Al und BIM veröffentlicht, die McDonald gemeinsam mit John Wickham herausgab. In seiner Rezension in The Caribbean Writer sagte Cedric Lindo: „Das vielleicht Bemerkenswerteste an dieser gemeinsamen Ausgabe ist die Fähigkeit von Ian McDonald, in ‚Across the Editor’s Desk‘ so viel Material zu liefern, und dazu noch sehr interessantes Material. Seymour hat in ihm eindeutig einen guten Erben hinterlassen.“ („Perhaps most striking about this joint issue is the ability of Ian McDonald to provide so much material, and very interesting material at that, in 'Across the Editor's Desk.' Seymour has clearly left a good heir in him“). Die 50-jährige Jubiläumsausgabe von Kyk-over-Al, Nr. 46/47, wurde im Dezember 1995 veröffentlicht. In der National Honours List 1997 von Guyana erhielt Kyk-Over-Al die Group Medal of Service für den herausragenden Beitrag zur Literatur.

### Kunstorganisationen
Er war Mitglied des ersten Verwaltungsausschusses des Guyana Prize for Literature im Jahr 1987. Er war Regionalvorsitzender (Kanada und Karibik) in der Jury des Commonwealth Writers’ Prize 1991.
Seit deren Gründung im Jahr 1980 ist er Direktor der Theatre Company of Guyana, welche zwischen 1980 und 2001 fast 100 Theaterstücke, Musicals und Revueen produzierte und die Karrieren vieler führender Theatertalente Guyanas förderte. Er ist Mitglied des Kuratoriums der Theatre Guild of Guyana.
Er ist Mitglied des Verwaltungskomitees der Castellani House National Art Collection.
Zwischen 1990 und 1995 war er Mitglied der Guyana Book Foundation, welche die weite Verbreitung von Büchern und die Gründung kleiner Verlage fördert. Er war auch Mitglied des National Archives Advisory Committee. Er ist seit 2006 Mitglied des Guyana National Nominating Committee für die Sabga Caribbean Awards for Excellence.

### Nachrichten-Medien
Er verfasst regelmäßig Zeitungsartikel zu Themen der Regierung, aktuelle Ereignisse, Probleme der Dritten Welt, Bildung, Literatur und Sport. Seit der ersten Veröffentlichung der Zeitung in Guyana 1986 schreibt er eine wöchentliche Kolumne, „Ian on Sunday“, für die Stabroek News. Seine Kolumnen erscheinen auch in der Daily Nation in Barbados, im The Gleaner in Jamaika und der Trinidad and Tobago Review. Außerdem schrieb er für die Outlet in Antigua. Mehr als 400 Viewpoints und Sports Views im Radio für die gleichnamigen Serien der Guyana Broadcasting Corporation (GBC). Besonders seine Schriften zum Cricket haben große Anerkennung gefunden. Im Januar 2009 wurde er zum Vorsitzenden der Guyana Publications Inc. ernannt, dem Verlag der Stabroek News.

### Vorträge
2005 hielt er im Rahmen der Frank-Worrell-Vorlesungsreihe die Eröffnungsvorlesung mit dem Titel „Cricket: a Hunger in the West Indian soul“ (Cricket: ein Hunger in der Westindischen Seele) an der London Metropolitan University. Bei der Verleihung der Frank Collymore Literary Awards 2009 in Barbados hielt er die Festansprache mit dem Titel „I Shake Hands With You in My Heart“ („Ich schüttel dir die Hand in meinem Herzen“). Im November 2014 wurden seine literarischen Archive der Alma Jordan Library der University of the West Indies (UWI), St. Augustine, gespendet.

## Ehrungen
- Fellow der Royal Society of Literature seit 1970.[12]
- Guyana National Honour: Golden Arrow of Achievement, 1986.[7]
- Honorary Degree des Doctor of Letters (D.Litt.) der University of the West Indies, St. Augustine Campus, 1997.
- Wordsworth McAndrew Award 2004 der Guyana Cultural Association, New York.
- Aufnahme in die Queen’s Royal College Hall of Honour 2004.
- Ehrung durch die Friends of Mr Biswas 2014, eine Nichtregierungsorganisation in Trinidad, welche das Naipaul House Literary Museum in Naipaul Street, St James betreibt.[3][10]

## Familie
McDonald ist in zweiter Ehe verheiratet mit Mary Callender. Das Paar hat zwei Söhne: Jamie und Darren. Ian hat aus seiner ersten Ehe den Sohn Keith.

## Werke
- Sugar in B.G: Challenge and Change. New World Publication, Georgetown 1965.
- The Tramping Man. Einakter. UWI’s School of Continuing Studies. In der Sammlung a time and a season 1969.
- Poetry Introduction 3. London: Faber and Faber 1975.
- Selected Poems Labour Advocate, Georgetown 1984.
- Herausgeber: AJS at 70. Autoprint, Georgetown, Guyana 1984.
- Mercy Ward Sammlung von Gedichten von Peterloo Poets, UK 1992. ISBN 978-0-905291-95-6.[13] Rep. Guyana Classics series, Caribbean Press, Dezember 2010.
- Essequibo Sammlung von Gedichten von Peterloo Poets, UK, und Story Line Press, US 1992. (Gewinner des Guyana Prize for Literature 1992), ISBN 978-1-871471-34-2.[14]
- Monograph: Bedrock of a Nation: Cultural Foundations of West Indian Integration. West Indian Commission 1992.
- Contribution als Editorial Assistant: Time For Action: Report of the West Indian Commission. 1992.
- Heinemann Book of Caribbean Poetry. ed. m. Stewart Brown, Heinemann 1992.
- Jaffo The Calypsonian Gedichtsammlung; Peepal Tree Press, UK 1994.
- Between Silence and Silence. Gedichtsammlung; Peepal Tree Press 2003 (Gewinner des Guyana Prize for Literature 2004).
- The Humming-Bird Tree. Heinemann 1969; Macmillan 2004; Film der BBC 1992.
- A. J. Seymour: Collected Poems 1937–1989. ed. m. Jacqueline de Weever, New York: Blue Parrot Press 2000.
- Vorwort zu Selected Poems of Martin Carter. Demerara Publishers 1989; rev. ed.: Red Thread Women’s Press 1997.
- They Came in Ships (comp. & ed. m. Lloyd Searwar, Laxshmi Kallicharan, Joel Benjamin) Anthologie von Guyanese East Indian Writings. Peepal Tree Press 1998.
- Poems by Martin Carter ed. m. Dr. Stewart Brown, Macmillan, September 2006.
- Beiträge in: Caribbean Despatches. Macmillan 2006.
- Beiträge in: Penguin Book of Short Stories. und Faber Book of West Indian Stories.
- Cricket at Bourda. comp. m. Paul Chan-A-Sue; Sheik Hassan Printery, Georgetown 2007.
- Report of the Governance Committee on West Indies Cricket. mit P. J. Patterson, Alister McIntyre 2007.
- Selected Poems. Macmillan 2008.
- The Bowling Was Superfine – West Indian Writing and West Indian Cricket.[15] ed. m. Stewart Brown, 2010; paperback 2012. ISBN 978-1-84523-054-8[16]
- Ian McDonald’s New and Collected Poems. Peepal Tree Press 2018.[17]